# Chañaral
Chañaral ist eine Stadt im Kleinen Norden Chiles in der Región de Atacama, Provinz Chañaral. Sie hat 12.500 Einwohner (Stand: 2005).

## Geografie und Klima
Die Hafenstadt Chañaral liegt an der Mündung des Río Salado in den Pazifik, in der südlichen Atacama-Wüste, 788 km nördlich von Santiago und 167 km nördlich von Copiapó. Es herrscht hyperarides Klima mit einer durchschnittlichen jährlichen Niederschlagshöhe von 12,3 ± 15,7 mm (ermittelt über 47 Jahre).

## Geschichte
Bereits im vorspanischer Zeit lebten die Changos in der Gegend. 1824 wurde eine Kupfer-Mine errichtet. Am 26. Oktober 1833 wurde die Stadt offiziell von Diego de Almeyda de Aracena y Godoy gegründet. Ab 1860 entstanden große Metallschmelzen in der Stadt. Ihre momentane Bedeutung hat die Stadt als lokales Verwaltungszentrum.

## Sehenswürdigkeiten
Die Stadt verfügt über herrliche lange Strände, welche jedoch nicht unbedingt zum Baden einladen. Diese Strände bestehen aus den von 1926 bis 1975 aus dem Minengebiet von Potrerillos und El Salvador abgeleiteten Flotationsrückständen der Kupfergewinnung. 30 km nördlich der Stadt liegt der Nationalpark Pan de Azúcar direkt am Pazifik, bekannt durch seine vielen Kakteen, z. B. Copiapeen.
Chañaral besitzt ein eigenes Museum Museo de Historia Natural, welches eine Sammlung lokaler Insekten, etwas zur lokalen Geologie und über den Bergbau in der Quebrada de las Animas, Atacama-Wüste beschäftigt. Die 1864 gebaute Kirche Iglesia Nuestra Señora del Carmen wurde 1985 zum nationalen Monument erklärt.

## Wirtschaft
Der Tourismus ist ein wichtiger Wirtschaftsfaktor Chañarals sowie der Bergbau und der Hafen. Die Stadt liegt an der Panamericana und ist eine wichtige Zwischenstation in Richtung Norden nach Antofagasta, Iquique und Arica.

## Persönlichkeiten
- Diego García (* 1996), Fußballspieler